# کایا آلپ
کایا آلپ (ترکی عثمانی: قایا الپ) بر طبق روایات عثمانی، پسر قیزل بوغا یا باسوک و پدر سلیمان‌شاه بود. او پدربزرگ ارطغرل، پدر بنیانگذار امپراتوری عثمانی، یعنی عثمان یکم بود.